# Sigmundur Brestisson
Sigmundur Brestisson (Skúvoy, Feröer, 961 – Sandvík, 1005) feröeri viking főnök, a Feröeriek sagája egyik hőse. Ő térítette keresztény hitre a feröerieket 999 körül.
Életéről a Feröeriek sagája tudósít, amelyet történelmi hitelesség szempontjából fenntartással kell kezelni, ennek ellenére a kutatók nem kételkednek abban, hogy Sigmundur valóban élt, és a történet nagy vonalakban úgy játszódhatott le, ahogyan ott leírják.

## Pályafutása

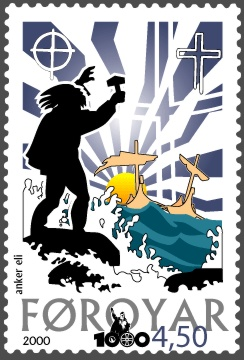
Tróndur í Gøtu Thor kalapácsát emeli az Atlanti-óceán felett megjelenő kereszt ellen; emlékbélyeg Feröer keresztény hitre térésének 1000. évfordulójára

### Fiatalkora
Sigmundur 9 éves lehetett, amikor 970 tavaszán apjával, Brestirrel, nagybátyjával, Beinirrel és annak fiával, a 11 éves Tórival Kis-Dímunra hajóztak. Amikor visszatértek Nagy-Dímunra, egy korábbi konfliktus miatt Havgrímur Tróndur í Gøtuval és Svínoyar-Bjarnival szövetkezve megtámadta őket. Beinirt és Brestirt fiaik szeme láttára ölték meg; a harcban Havgrímur is elesett. Tróndur a harcban nem vett részt, de amikor az véget ért, azt javasolta, hogy öljék meg az áldozatok árván maradt fiait is, nehogy később bosszút álljanak apáik haláláért; ebbe azonban Bjarni nem egyezett bele. Tróndur ezután magához vette a fiúkat, és még azon a nyáron felkínálta őket rabszolgának az éppen Tórshavnban tartózkodó novgorodi hajósnak, Ravnur Hólmgarðsfarinak. Ő azonban megtudta a fiúk sorsát, így csak abba egyezett bele, hogy fizetségért cserébe elvigye őket Norvégiába. Apáik birtokait Tróndur elfoglalta.
Sigmundurt és Tórit Ravnur a dél-norvégiai Tønsbergbe vitte, Vik közelébe. A telet nála töltötték, majd adott nekik némi pénzt, és elbocsátotta őket, mivel keletre hajózott. A fiúk még két évig Vikben maradtak. Időközben megtudták, hogy apáik hűbérurát, Haakon Jarl időközben királlyá lett, ezért úgy döntöttek, hogy felkeresik. Útnak is indultak Hedemarkon keresztül, majd északnak Dovrefjellig. Innen a tél közeledte ellenére továbbindultak, de eltévedtek a hegyekben. Egy gazda és a családja fogadta be őket. Öt évig (979-ig) maradtak nála, mielőtt továbbindultak volna Orkedal felé. A gazda lánya, Turið Torkilsdóttir ezalatt várandós lett Sigmundurtól.
Miután megérkeztek a Trondheim közeli Ladéba, Haakon Jarl barátságosan fogadta őket, és a telet nála töltötték. Tavasszal hajókat adott nekik és expedícióra küldte őket a Balti-tenger vidékére, amit sikerrel véghezvittek. A következő években Svédországban, Oroszországban és az Ír-tenger vidékén portyáztak. Eközben Øssur is felnőtt, és Tróndurtól megkapta apja korábbi birtokait, valamint Sigmundur és Tóri örökségét is, ezzel ő lett a második leghatalmasabb ember nevelőapja után.

### Visszatérése Feröerre
983-ban Sigmundur és Tóri a Haakon Jarltól kapott hajókkal visszatértek Feröerre. Indulás előtt egy pogány pap aranygyűrűt ajándékozott neki, hogy megvédje az úton. Miután felkeresték Bjarnit Svínoyon, Skúvoyra hajóztak, ahol megtámadták és megölték Øssurt. Tróndur tűzszünetet kért, és abban állapodtak meg, hogy az egész konfliktus elrendezését Haakon Jarl ítéletére bízzák. Ő a szigetek felét Sigmundurnak ítélte, a másik felét saját birtokába vette, de hűbérbirtokként szintén Sigmundurnak adta. Tróndur elfogadta a feltételeket, Øssur fiát, Leivur Øssurssont pedig apjához hasonlóan magához vette, hogy felnevelje gøtai házában. A következő évek viszonylag nyugodtan teltek, bár Svínoyar-Bjarninak folyamatosan békéltetnie kellett Sugmundur és Tróndur között. Sigmundur többször Norvégiába hajózott. 986-ban Haakon Jarl udvarában feleségül vette Turið Torkilsdóttirt, aki még 979 nyarán, Sigmundur továbbindulása után nem sokkal megszülte lányukat, Tórát. A 988 és 994 közötti éveket Sigmundur valószínűleg Feröeren töltötte.
Olaf Tryggvasson, aki 994-ben Æthelred angol királynál megkeresztelkedett, 995-ben váltotta Haakon Jarlt a norvég királyi trónon, és még ebben az évben megtérítette Norvégiát. 997-ben meghívta magához Sunmørébe Sigmundur Brestissont, aki a hatására szintén keresztény hitre tért. A következő ébben a király arra kérte, hogy térjen vissza Feröerre, és térítse keresztény hitre az ott élőket. Sigmundur némi ellenkezés után beleegyezett, a király pedig kinevezte egész Feröer urává, és papokat adott mellé.
A Tinganesre összehívott Althingnek a kereszténység felvételét javasolta, ez azonban nagy ellenállást váltott ki a Tróndur által befolyásolt parasztok körében. 999-ben végül erőszakosabb módszerekkel vitte sikerre a térítést: harcosok élén saját házában lepte meg Tróndurt, aki a halál helyett a keresztséget választotta háza népével együtt. Néhány éven belül minden feröeri felvette a keresztséget. Az ezredforduló után Sigmundur skúvoyi gazdaságában templomot is emeltek.

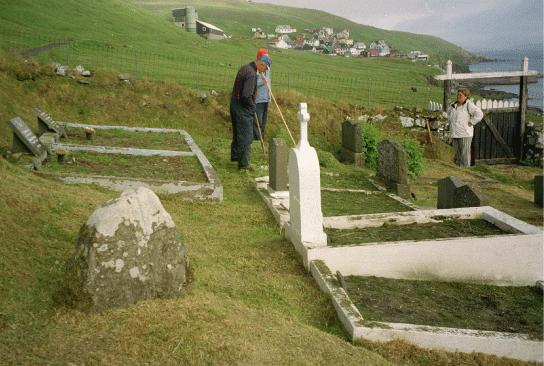
A Sigmundarsteinur Skúvoy temetőjében

1005-ben Tróndur háromszor is rátámadt Sigmundurra. Ebből az első kettő sikertelen volt, de ősszel a skúvoyi házára rontott rá túlerővel. Sigmundurnak sikerült elmenekülnie és a Suðuroyarfjørðurt átúszva elérni a Suðuroy partjainál fekvő Sandvíkot. A később róla elnevezett Sigmundargjógvban keresett menedéket, de Tórgrímur Illi, az ottani gazda fiaival aranygyűrűjéért megölte a kimerült férfit.
Sigmundur Brestisson sírköve, a Sigmundarsteinur (Sigmundur-kő) a skúvoyi temetőben áll; ez a szigetek egyik legjelentősebb középkori emléke. Nincs rajta rúnaírás, csak egy belevésett kereszt.

## Magánélete
Sigmundur apja Brestir volt, anyja Cæcilia volt, Brestir szeretője, majd felesége.
Felesége Turið Torkilsdóttir volt, akitől egy lánya – Tóra – és négy fia – Tórálvur, Steingrímur, Brandur és Heri – született.

## Megítélése
Egyértelmű, hogy Sigmundur Brestisson az ezredforduló körüli időszak két kiemelkedő személyiségének egyike Tróndur í Gøtu mellett.
A Feröeriek sagája egyértelműen pozitív szereplőnek állítja be a pogány, majd a kereszténységet csak fél szívvel felvevő Tróndurral szemben, ami érthető, ha figyelembe vesszük, hogy a sagát szerzetesek írták.
Ezzel szemben Sigmundurnak is megvoltak a maga hibái. Gyakran a saját érdekeit nézte, és nem is volt olyan nagyvonalú, amilyen lehetett volna; sokszor elutasította a kompromisszumos megoldásokat. Ezen kívül nem vonakodott a mindenkori norvég uralkodók helytartójaként fellépni, ha ettől előnyt remélhetett; több egymást követő uralkodót is szolgált. Kereszténységének hitelessége is kétségbe vonható: egyrészt valószínűleg itt is saját érdekei mentén döntött, másrészt a pogány paptól kapott – és végül vesztét okozó – aranygyűrű hatásában is hitt.

## Származása
Valószínűleg Naddoddur dédunokája.